# Gissen buitenboord
Gissen buitenboord (Dutchman's log) is een methode om de vaart over de voorsteven te bepalen van een schip. Hierbij wordt een drijvend voorwerp vanaf de bak in het water geworpen. Daarna wordt de tijd gemeten tussen het passeren van een lijn ten opzichte van het voorschip en een lijn op het achterschip. Uit de afstand tussen deze twee lijnen en de tijd valt de vaart uit te rekenen. Hiermee kan het log geijkt worden. Met het oog op de nauwkeurigheid worden meerdere metingen verricht.